# Seznam kamenů zmizelých na Žižkově

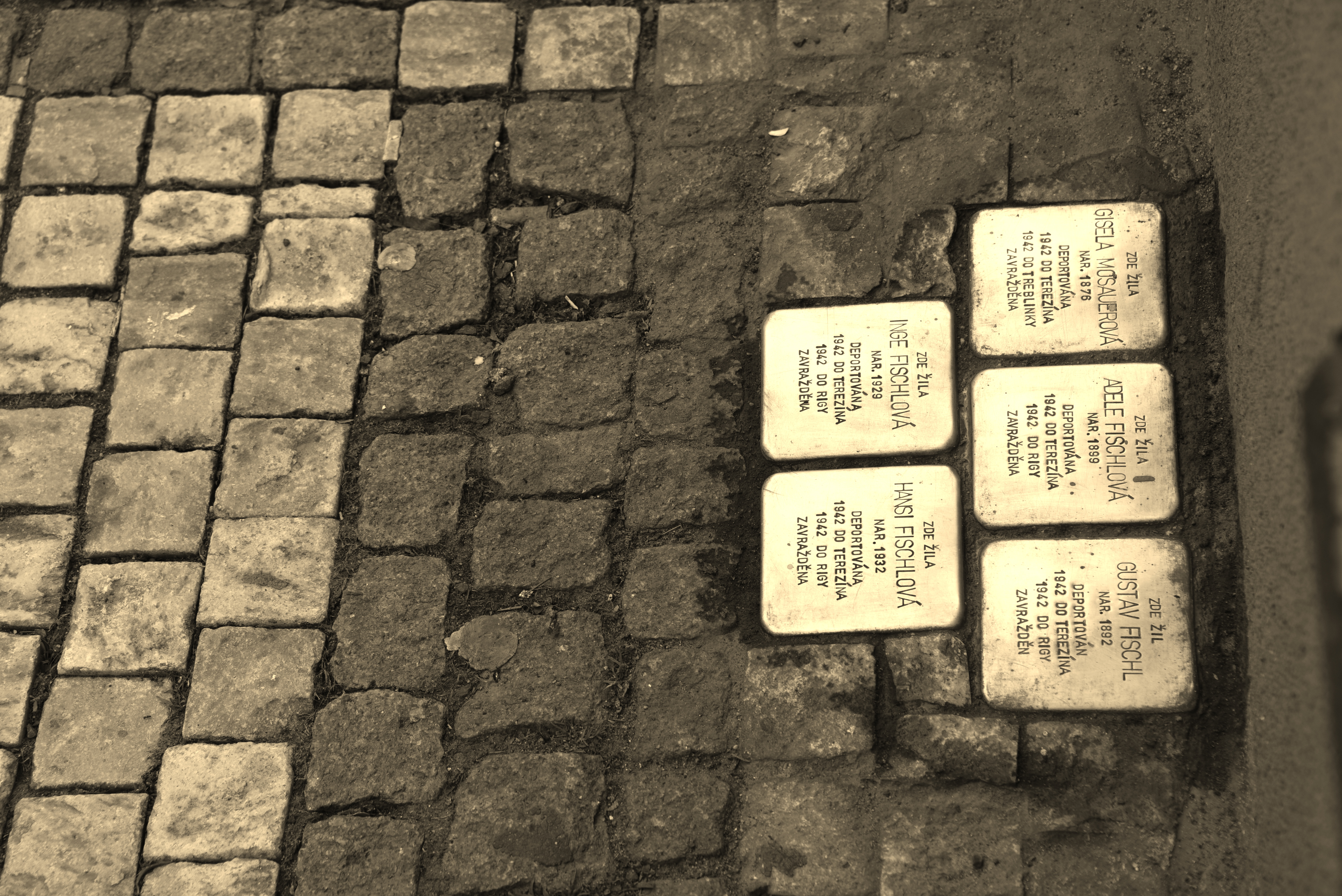
Stolpersteine v Žižkově

Seznam kamenů zmizelých v Žižkově obsahuje pamětní kameny obětem nacismu v Žižkově (městská čtvrť Prahy). Jsou součástí celoevropského projektu Stolpersteine německého umělce Guntera Demniga. Kameny zmizelých jsou věnovány osudu těch, kteří byli nacisty deportováni, vyhnáni, zavražděni nebo spáchali sebevraždu.
Kameny zmizelých se zpravidla nacházejí před posledním místem pobytu obětí. První instalace v Praze se uskutečnila 8. října 2008.

## Stolpersteine
| Obrázek | Nápis                                                                                               | Bydliště                                                           | Jméno, život                      |
| ------- | --------------------------------------------------------------------------------------------------- | ------------------------------------------------------------------ | --------------------------------- |
|         | ZDE ŽIL RNDR. JIŘÍ BAUM NAR. 1900 DEPORTOVÁN 1943 DO VARŠAVY ZAVRAŽDĚN 1944 TAMTÉŽ                  | Praha-Žižkov, Přemyslovská 1939/28 50°4′43″ s. š., 14°27′26″ v. d. | RNDr. Jiří Baum                   |
|         | ZDE ŽIL ZDENKO BERGMANN NAR. 1895 ZA PODPORU OPERACE ANTHROPOID POPRAVEN 24. 10. 1942 V MAUTHAUSENU | Praha-Žižkov, Lucemburská 1876/44 50°4′46″ s. š., 14°27′31″ v. d.  | Zdenko Bergmann                   |
|         | ZDE ŽIL GUSTAV FISCHL NAR. 1892 DEPORTOVÁN 1942 DO TEREZÍNA 1942 DO RIGY ZAVRAŽDĚN                  | Krásova 447/33 50°5′6″ s. š., 14°26′47″ v. d.                      | Gustav August Fischl              |
|         | ZDE ŽILA ADELE FISCHLOVÁ NAR. 1899 DEPORTOVÁNA 1942 DO TEREZÍNA 1942 DO RIGY ZAVRAŽDĚNA             | Krásova 447/33                                                     | Adéla Fischlová roz. Mosauerová   |
|         | ZDE ŽILA HANSI FISCHLOVÁ NAR. 1932 DEPORTOVÁNA 1942 DO TEREZÍNA 1942 DO RIGY ZAVRAŽDĚNA             | Krásova 447/33                                                     | Hansi Fischlová                   |
|         | ZDE ŽILA INGE FISCHLOVÁ NAR. 1929 DEPORTOVÁNA 1942 DO TEREZÍNA 1942 DO RIGY ZAVRAŽDĚNA              | Krásova 447/33                                                     | Inge Fischlová                    |
|         | ZDE ŽILA GISELA MOSAUEROVÁ NAR. 1876 DEPORTOVÁNA 1942 DO TEREZÍNA 1942 DO TREBLINKY ZAVRAŽDĚNA      | Krásova 447/33                                                     | Gisela Mosauerová ROZ. Pächterová |
|         | ZDE ŽIL LUDVÍK ROUBÍČEK NAR. 1899 DEPORTOVÁN 1942 DO TEREZÍNA ZAVRAŽDĚN 1945 V OSVĚTIMI             | Biskupcova 1766/13 50°5′23″ s. š., 14°28′10″ v. d.                 | Ludvík Roubiček                   |
|         | ZDE ŽILA DAGMAR ROUBÍČKOVÁ NAR. 1925 DEPORTOVÁNA 1943 DO TEREZÍNA PŘEŽILA                           | Biskupcova 1766/13                                                 | Dagmar Roubíčková                 |
|         | ZDE ŽILA IRENA ROUBÍČKOVÁ NAR. 1928 DEPORTOVÁNA 1943 DO TEREZÍNA PŘEŽILA                            | Biskupcova 1766/13                                                 | Irena Roubíčková                  |
|         | ZDE ŽIL ADOLF SOJKA NAR. 1890 DEPORTOVÁN 1942 DO TEREZÍNA ZAVRAŽDĚN V OSVĚTIMI                      | Radhoštská 1940/6 50°4′41″ s. š., 14°27′24″ v. d.                  | Adolf Sojka                       |
|         | ZDE ŽILA OLGA SOJKOVÁ NAR. 1895 DEPORTOVÁNA 1942 DO TEREZÍNA PŘEŽILA                                | Radhoštská 1940/6                                                  | Olga Sojková roz. Taussigová      |